# Villers-au-Flos

Villers-au-Flos este o comună în departamentul Pas-de-Calais, Franța. În 1 ianuarie 2022 avea o populație de 243 de locuitori.